# Torn de corró

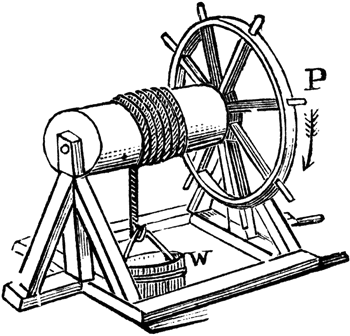
Torn de corró

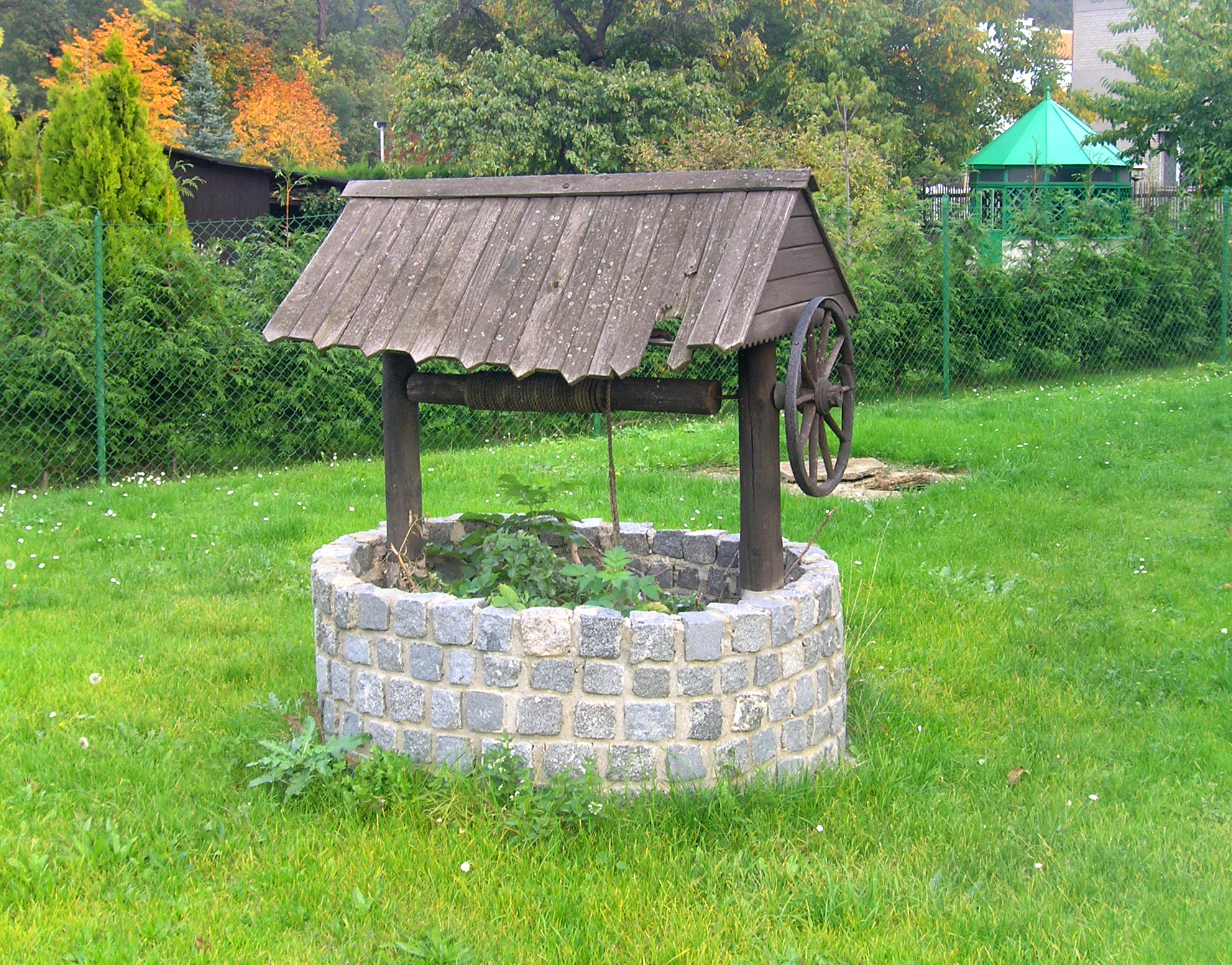
Torn de corró muntat a un pou

El torn de corró és una màquina simple que actua com una espècie de palanca. El torn de corró s'utilitza per pujar i baixar la càrrega suspesa d'una corda (o d'una cadena) enrotllada sobre un corró giratori mitjançant una maneta amb un cert braç de palanca. Antigament fou utilitzat per fer pujar cubells d'aigua des del fons dels pous. Depenent de la posició del mànec on s'aplica la força respecte a l'eix de gir del rodet (per exemple, amb dues manetes oposades 180°), el torn de corró funciona amb un moviment de va-i-ve alternatiu (com els pedals d'una bicicleta).
Si la longitud de les bieles és més gran que el radi del corró, el torn permet l'elevació d'un cos pesat amb una força més petita.
El torn i el cabrestant són la mateixa màquina des del punt de vista físic. En origen, el terme genèric per designar aquesta classe de màquines és torn, sent el cabrestant un tipus de torn especial, amb el seu eix disposat verticalment. Tot i això, en l'actualitat el terme torn sol reservar-se exclusivament per als clàssics dispositius amb el cilindre disposat horitzontalment utilitzats per elevar verticalment càrregues pesades (en general, manualment); mentre que el terme cabrestant sol aplicar-se a qualsevol dispositiu motoritzat capaç de recollir un cable, que s'utilitza per arrossegar càrregues tant en vertical com en horitzontal o sobre un pla inclinat.

## Història
A la cultura Halaf de 6500-5100 a. C. se li atribueix la representació més antiga d'un vehicle amb rodes, però això és dubtós ja que no hi ha proves que els halafians fessin servir vehicles amb rodes o fins i tot torns de ceràmica.
Una de les primeres aplicacions del torn que va aparèixer va ser el torn de terrisser, utilitzat per les cultures prehistòriques per fabricar atuells de fang. El tipus més antic, conegut com a "tournettes" o "rodes lentes", es coneixia a l'Orient Mitjà en el cinquè mil·lenni a. Un dels primers exemples va ser descobert a Tepe Pardis, Iran, i data del 5200 al 4700 a.C. Estaven fets de pedra o argila i assegurats a terra amb una estaca al centre, però requerien un esforç important per girar-los. Els veritables torns de terrisser, que giren lliurement i tenen un mecanisme de roda i eix, es van desenvolupar a Mesopotàmia (Iraq) entre el 4200 i el 4000 aC. L'exemple més antic que es conserva, que es va trobar a Ur (l'actual Iraq), data aproximadament del 3100 aC.
Els primers vehicles amb rodes van aparèixer a finals del quart mil·lenni aC. Representacions de carros amb rodes trobats a pictografies de tauletes d'argila al Districte d'Eanna de Uruk, en la civilització de Sumèria de Mesopotàmia, daten del 3700 al 3500 aC. A la segona meitat del quart mil·lenni a. C., van aparèixer proves de vehicles amb rodes gairebé simultàniament en el Caucas septentrional (cultura Maikop) i Europa de l'Est (cultura Cucuteni-Tripiliana). Les representacions d'un vehicle amb rodes van aparèixer entre 3500 i 3350 aC. a l'Olla de fang de Bronocice excavada en un assentament de la cultura Funnelbeaker al sud de Polònia. A la propera Olszanica es va construir una porta de 2,2 m d'amplada per a l'entrada de vagons; Aquest graner tenia 40 m de llargada i 3 portes. La prova supervivent d'una combinació de roda i eix, de Stare Gmajne prop de Ljubljana a Eslovènia (roda dels aiguamolls de Ljubljana), està datada dins de dos desviacions estàndard de 3340-3030 a. C., l'eix de 3360-3045 aC C. Es coneixen dos tipus de rodes i eixos europeus del Neolític primerenc; un tipus de construcció de vagons en habitatges palafites prehistòrics al voltant dels Alps (la roda i l'eix giren junts, com la roda dels aiguamolls de Ljubljana), i el de la cultura Baden a Hongria (l'eix no gira). Tots dos daten aproximadament entre 3200-3000 a. C. Els historiadors creuen que hi va haver una difusió del vehicle de rodes des de l'Orient Pròxim a Europa al voltant de mitjans del quart mil·lenni aC.
Un exemple primerenc d'una roda de fusta i el seu eix es va trobar el 2002 als aiguamolls de Ljubljana, a uns 20 quilòmetres al sud de Ljubljana, la capital d'Eslovènia. Segons la datació per radiocarboni, té entre 5100 i 5350 anys. La roda estava feta de freixe i de roure i tenia un radi de 70 cm i l'eix tenia 120 cm de llarg i estava fet de roure.
A la Xina, la prova més antiga de rodes de radis prové de Qinghai en forma de dos cubs de roda d'un lloc que data d'entre 2000 i 1500 aC.
Marc Vitruvi, un enginyer militar romà que va escriure al voltant del 28 a.C., va definir aquesta màquina com "un muntatge de fusta, especialment eficaç per aixecar pesos grans". Prop d'un segle més tard, a l'Egipte romà, Heró d'Alexandria va recopilar el coneixement de la seva època ideant la relació de les cinc "màquines simples" capaces de "moure un pes donat mitjançant l'ús d'una "força donada": la palanca, el torn, el cargol, la falca, i la corriola. Es creu que tenia la forma d'un molinet, que consisteix en una maneta o politja connectada a un cilindre cilíndric que proporciona un avantatge mecànic per enrotllar una corda i aixecar una càrrega, com un cullerot, des del pou. Fins gairebé el final del segle xix aquestes "cinc màquines" van ser els cinc elements bàsics amb què es van construir les més complexes edificacions.
També han estat tradicionalment molt utilitzats per treure aigua dels pous. La descripció més antiga d'un pou amb torn, un cilindre de fusta instal·lat a través del brocal del pou, es deu a Isidor de Sevilla (cap el 560–636) Orígenes (XX, 15, 1-3).
La representació més antiga d'un torn per hissar aigua es pot trobar al Llibre de l'Agricultura publicat el 1313 pel funcionari xinès de la Dinastia Yuan anomenat Wang Zhen (cap el 1290–1333).
Durant l'edat mitjana el torn es va utilitzar profusament per hissar materials en la construcció d'edificis, com per exemple en la curiosa agulla en espiral de l'església de Chesterfield.
Al final de la Baixa Edat Mitjana, les ballestes més pesades muntaven torns per tensar-se a tot Europa, procediment utilitzat a Anglaterra ja des de 1215.
Els torns van ser identificats com una de les sis màquines simples pels científics del Renaixement, basant-se en textos grecs sobre tecnologia.
Els torns són de vegades utilitzats en els vaixells per hissar l'àncora com a alternativa al cabrestant (vegeu àncora).
A la mineria de l'or també es va utilitzar el torn per extreure el mineral aurífer des dels pous fins a la superfície, assolint-se amb aquest sistema fins a uns 40 metres al subsòl, fent servir altres procediments d'hissat més potents per a majors profunditats.

## Aplicació
Se suposa que s'enrotlla una corda al voltant d'un corró de radi r, i al final de la corda s'hi subjecta una càrrega W (o força útil). Mitjançant una biela-manovella de radi R caldrà aplicar una força P tal que la igualtat del parell de forces serà:
{\displaystyle R\cdot P=r\cdot W}

Esquema simple d'un torn

La màquina simple consta d'una roda i un eix, i es refereix al conjunt format per dos discos, o cilindres, de diferents diàmetres muntats de manera que girin junts al voltant d'un mateix eix. La vareta prima que cal girar s'anomena eix i l'objecte més ample fixat a l'eix, sobre el qual apliquem força, s'anomena roda. Una força tangencial aplicada a la perifèria del disc gran pot exercir una força major sobre una càrrega unida a l'eix, aconseguint avantatge mecànic. Quan s'usa com a roda d'un vehicle amb rodes, el cilindre més petit és l'eix de la roda, però quan s'usa en un molinet, cabrestant i altres aplicacions similars (vegeu imatge de l'ascensor miner medieval), el cilindre més petit pot estar separat de l'eix muntat als coixinets. No es pot fer servir per separat.